# Naruto
Naruto (japonsky ナルト) je japonská šónen manga, kterou vymyslel a nakreslil Masaši Kišimoto. Příběh sleduje chlapce Naruta Uzumakiho, který se v Listové vesnici učí na akademii pro nindža bojovníky. Naruto je energický, zbrklý a cílevědomý. Jeho snem je stát se nejvyšším a nejmocnějším nindžou ve vesnici — hokagem, což v nindžovském světě znamená něco jako ochránce který dohlíží na vesnici.
Manga poprvé vyšla v roce 1999 v časopise Šúkan šónen Jump. Později začaly jednotlivé kapitoly vycházet ve formátu tankóbon. V roce 2002 vznikla anime adaptace mangy, za kterou stojí studio Pierrot a režisér Hajato Date. Tato anime série má celkem 220 dílů a poslední díl byl odvysílán v roce 2007. V tomtéž roce začala vycházet nová série Naruto: Šippúden, která navazuje na sérii první. Začíná přibližně dva a půl roku po ději popsaném v seriálu Naruto. Také tato série adaptuje manga předlohu a vycházela do roku 2017. Vyšlo i několik animovaných filmů a OVA, které však příběhem nenavazují na děj v manze a v Česku nebyly dosud distribuovány, a několik konzolových her, light novel a sběratelských karet.
Licenci na vydávání mangy v Česku zakoupilo nakladatelství CREW, přičemž jeden svazek vychází jednou za přibližně dva měsíce. Nakladatelství CREW doposud vydalo šedesát osm svazků. Anime seriál Naruto v dabované verzi vysílala v Česku televizní stanice Jetix (dnes Disney Channel), ale pouze 95 dílů, neboť se Jetixu další díly zdály být nevhodné pro děti. Poté převzala práva k vysílání seriálu stanice Animax a AXN Sci-Fi.

## Příběh
Do Naruta Uzumakiho, hlavní postavy příběhu, byl po jeho narození zapečetěn mocný devítiocasý démon, který má podobu devítiocasé lišky. Během jeho narození totiž tento démon napadl Listovou vesnici, a aby nebyla zničena, zapečetil vůdce vesnice – čtvrtý hokage – démona do právě narozeného nemluvněte Naruta. Při tomto činu však sám zemře, a tak na jeho místo nastupuje znova starý třetí hokage. Samotný příběh začíná až o dvanáct let později, kdy z Naruta, který vyrůstal bez rodiny, bez přátel, bez lásky a také bez vědomí toho, že je v něm zapečetěn devítiocasý démon, se stal velmi hlučný, hyperaktivní a poněkud problematický chlapec. Navzdory přání čtvrtého hokage, aby vesničané v Narutovi viděli toho, kdo jejich vesnici spasil před devítiocasým démonem, se jej vesničané bojí, nenávidí jej a vyhýbají se mu, jelikož v něm místo symbolu spásy vidí hrozbu v podobě devítiocasého démona. A právě aby upozornil na svou existenci, Naruto provádí různé rošťárny a zoufale se snaží o uznání od ostatních.
Jednoho dne se však Naruto dozví o tom, že je v něm zapečetěn devítiocasý démon, a pochopí, proč se mu celá ta léta vesničané vyhýbali. Po absolvování závěrečných zkoušek na nindžovské akademii získává titul genin a je přidělen na plnění misí do týmu 7 pod vedením Kakašiho Hatakeho, uznávaného nindži permanentně nosícího přes obličej masku. Kakaši patří v Listové vesnici k jednotkám ANBU, což jsou elitní nindžové, kteří mají na starost bezpečnost vesnice. Jeho týmovými kolegy se stane Narutova dětská láska - energická Sakura Haruno, která Naruta kvůli jeho hyperaktivní povaze nesnáší, a jeho největší rival Sasuke Učiha, jediný přeživší člen masakru věhlasného klanu Učiha, jenž byl vyvražděn Sasukeho bratrem Itačim. Poté, co vesnici napadne Oročimaru, bývalý učeň třetího hokageho, Třetí při souboji umírá a Sasuke je „označkován” Oročimarovou prokletou pečetí na krk, která se aktivuje, když je Sasuke v nebezpečí. Tato pečeť mu dává nelidskou sílu, proto Sasuke opustí vesnici a sám vyhledá Oročimara, aby ho vzal za žáka a naučil ho všechno, co umí. Oročimaru jej s nadšením přijme, protože si díky složité technice nesmrtelnosti musí každé tři roky vyměnit tělo a touží právě po tělesné schránce mladého Sasukeho a jeho síly pocházející z klanu Učiha. Tím se tým 7 rozpadá. Sakuru si vezme jako žákyni sama nově zvolená pátá hokage – Cunade, také bývalá žákyně Třetího, která byla v týmu s Oročimarem, a Naruta přijme jako učedníka třetí žák Třetího, poutník Džiraija, který se proslavil kromě své nepřemožitelnosti také tím, že je slavným pisatelem erotických knížek. Naruto ho proto nazývá „chlípným mudrcem”, a přestože je to v japonské hierarchii nezvyklé, tyká mu a chová se neuctivě. Naruto ovšem netuší, že Džiraija je ve skutečnosti jeho kmotrem a má ho moc rád, proto si od něj nechá mnoho líbit. Sasukeho odchod z vesnice a Akacuki, tajemná organizace vysoce nebezpečných nindžů, kteří touží získat devítiocasého démona uvnitř Naruta, nakonec vedou Naruta k tomu, aby se vydal se svým učitelem Džiraijou na dalekou cestu, během níž se má naučit nové techniky.

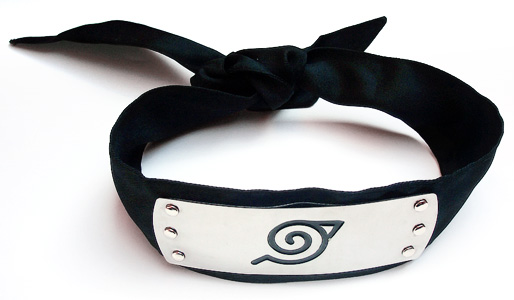
Znak Listové vesnice

Přibližně za dva a půl roku se Naruto vrací do Listové zpět, ale brzo zjišťuje, že většina jeho přátel má na rozdíl od něj již vyšší hodnost. Do popředí příběhu se dostává organizace Akacuki, jež se snaží získat všechny ocasaté démony pro své účely – a právě Narutův bývalý nepřítel Gaara, jenž má v sobě zapečetěného jednoocasého démona, se stane jejich obětí. Naruto a Sakura získávají také krátce po odchodu Sasukeho z Listové vesnice nového týmového kolegu, tajemného mladého nindžu jménem Sai, a během krátkého pobytu jejich velitele Kakašiho v nemocnici i nového kapitána Jamata. Po zjištění, že Narutova přírodní čakra je větrného typu, se snaží Naruto zaměřit na zdokonalení a vylepšení svých větrných technik, přesněji se pokouší o zdokonalení svého rasenganu, s čímž mu pomáhají Kakaši a Jamato. Zároveň se také snaží získat zpět ze spárů Oročimara svého bývalého týmového kolegu Sasukeho, jenž však později samotného Oročimara překoná díky faktu, že byl Oročimaru již na pokraji sil, které se mu mají obnovit po technice převtělení do jiné osoby. Mezitím se Džiraija vydává na výzvědnou misi do Deštné vesnice, o níž se tvrdí, že v ní žije samotný vůdce Akacuki zvaný Pain. Tam se setkává se svými bývalými žáky Konan a Jahikem, který však z neznámého důvodu vlastní téměř legendární oční techniku zvanou rinnegan a vydává se pod jménem boha Paina. Džiraija se snaží přijít na tajemství Painových očí a taky na to, co se stalo s Nagatem – třetím žákem, kterého učil spolu s Konan a Jahikem. Dochází však k souboji s Konan a Jahikem, který Džiraija prohrává, ale než zemře, stihne poslat zakódovanou zprávu do Listové vesnice. Po smrti Oročimara vyráží Sasuke zabít bratra Itačiho. Toho nakonec skutečně porazí, ale od Tobiho, dalšího člena Akacuki, se dozvídá, že Itači svůj klan vyvraždil pouze na příkaz vedení Listové vesnice a Sasukeho ušetřil proto, že jej zkrátka sám zabít nedokázal. Od té doby se Sasuke rozhodne pomstít Listové vesnici a vyhladit ji, což Naruto zatím netuší.

Narutova pečeť na břiše, pomocí níž je do něj zapečetěn devítiocasý démon

Po smrti Itačiho se vydává Pain do Listové vesnice chytit Naruta a osobně extrahovat devítiocasého démona z jeho těla. Své obrovské síly těžící z téměř legendární oční techniky rinneganu využije prostřednictvím šesti sfér ke zničení téměř celé Listové vesnice, aby Naruta našel a porazil. Naruto však pomocí nové techniky sendžucu všechny sféry postupně porazí a vydá se za Painem a Konan, aby si s nimi promluvil o Džiraijovi a otázce míru. Prostřednictvím Painova příběhu se ukáže, že Painem samotným není Jahiko, ale Nagato, který Jahikovo tělo používal pouze jako jednu ze svých šesti sfér. Narutovi se postupně podaří Nagata přesvědčit, že absolutního míru nedosáhne ničením a zabíjením. Nagato následně obětuje svůj život, aby oživil všechny padlé během ničení vesnice. Tímto činem se z Naruta stává hrdina vesnice.
Tobi, jenž se po smrti Nagata začne veřejně představovat jako legendární ninja Madara Učiha, přichází spolu se Sasukem na sněm všech pěti kage vyhlásit čtvrtou světovou válku ninjů s cílem získat všechny bidžú, oživit původního desetiocasého démona a s jeho pomocí vytvořit idealizovaný svět bez válek a násilí. Naruto proto odjíždí na Želví ostrov trénovat ovládání devítiocasého démona společně s hostitelem osmiocasého démona, Killer Beem. Během boje se setkává se svou zemřelou matkou Kušinou, která mu vypráví příběh o tom, co se odehrálo před 16 lety. Těsně před válkou navštěvuje tajemný Tobi Konan, protože ona jediná ví, kde se nachází Nagatův rinnegan. Jelikož Konan po Nagatově smrti Akacuki opustila, odmítá s Tobim jakkoliv spolupracovat a pokusí se jej zničit pomocí miliard výbušných lístků, nicméně Tobi díky zakázané technice Učihů přežije, z Konan získá potřebné informace a zabije ji.
Válka začíná. Všech pět velkých národů spojuje své síly proti Akacuki a vzniká Aliance pěti vesnic. Naruto ale o válce neví, protože válka slouží hlavně na jeho ochranu. Když se však o ní doví, rozhodně se zapojit do boje. V tom mu chce zabránit Cunade a současný raikage. Naruto je ale přesvědčí o své důležitosti na bitevním poli. Pět kageů mezitím čelí oživenému Madarovi Učihovi, který je všechny téměř zabije a jde pomoci svému parťákovi tajemnému Tobimu. Při souboji Tobiho s Narutem se však ukazuje, že tím, kdo se za Tobiho celou dobu vydával, je Obito Učiha, Kakašiho bývalý kamarád, který údajně zemřel při třetí velké válce ninjů. Obitovi a Madarovi se ale nakonec podaří vyvolat desetiocasého démona, který má být prostředkem k ovládnutí světa. Desetiocasého ale nejde přemoci tak rychle. Během pokusů o jeho zničení zemřou i některé hlavní postavy, například Nedži, Inoiči nebo Šikaku. Naruto propadá zoufalství, ze kterého ho nakonec vytáhne Hinata. Oba se chystají i se zbytkem armády zničit nadobro desetiocasého démona.

## Manga
Masaši Kišimoto uveřejnil pilotní kapitolu v časopise Akamaru Jump již v roce 1997, kde sklidila velmi příznivé ohlasy. O dva roky později se začala manga vydávat v časopise Šúkan šónen Jump. Prvních 238 kapitol se zaměřuje na příběh Naruta ve věku dvanácti až třinácti let, děj od kapitoly 245 se odehrává o dva a půl roku později. Mezi tyto dvě části je vložen Kakašiho gaiden (kapitoly 239–244).
Celkově bylo nakladatelstvím Šúeiša v Japonsku vydáno 72 svazků mangy formátu tankóbon, přičemž úvodní svazek byl vydán 3. března 2000. Část Narutova příběhu v období dvanácti až třinácti let včetně zmíněného Kakašiho gaidenu popisuje prvních 27 svazků. Poslední – sedmdesátý první – svazek byl v Japonsku vydán 4. listopadu 2014. Šúeiša vydává mangu i ve formátu pro mobilní telefony na stránkách Manga Capsule.
V Česku mangu vydává od 28. července 2011 nakladatelství CREW, které doposud vydalo šedesátpět svazků.

## Anime
| Český dabing    | Jetix (DW Agentura s. r. o.)                                                        | Animax (SDI Sun Studio) |
| --------------- | ----------------------------------------------------------------------------------- | --- |
| Naruto Uzumaki  | Radek Hoppe                                                                         | Filip Švarc |
| Sakura Haruno   | Regina Řandová                                                                      | René Slováčková |
| Sasuke Učiha    | Petr Gelnar                                                                         | Pavel Vondrák |
| Kakaši Hatake   | Ludvík Král                                                                         | Ladislav Novák |
| Další postavy   | Ivo Novák Ivana Měřičková Bohuslav Kalva Tomáš Racek Michal Holán Kateřina Halešová | Marek Libert Ivana Andrlová Michal Jagelka Radek Škvor Petr Burian Klára Sochorová Veronika Veselá Zbyšek Horák Svatopluk Schuller Regina Řandová Libor Bouček Robin Pařík Jitka Moučková Rozita Erbanová Lucie Svobodová Tomáš Juřička Ludvík Král Michal Michálek Ivo Novák |
| Překlad         | Evelyna Koublová                                                                    | Petr Pauš Jan Sochor Eliška Kudláčková Jana Děžínská |
| Dialogy a režie | Ivana Měřičková                                                                     | Michal Michálek |

### Naruto
Původní seriál Studia Pierrot v režii Hajata Dateho se začal v Japonsku vysílat každý čtvrtek od 3. října 2002 na TV Tokyo. Seriál adaptuje děj prvních dvaceti sedmi svazků stejnojmenné mangy od Masaši Kišimota do 135. dílu, přičemž děj zbývajících epizod není popsán v manze; je vymyšlen scenáristy seriálu. Seriál má celkem 220 dílů. Poslední díl byl odvysílán 8. února 2007.
Od 29. dubna 2009 začala TV Tokyo vysílat seriál znovu od začátku každou středu a čtvrtek (od konce září 2009 pouze ve středu) ve vysoké kvalitě. Tato verze nese podtitul Šónen-hen (少年篇, ve volném překladu Chlapecká verze) a obsahuje nové úvodní a závěrečné znělky.
V Česku seriál vysílal televizní kanál Jetix (dnes Disney Channel), avšak pouze v cenzurované a česky dabované verzi pro děti, v níž byly vystřiženy či znatelně poupraveny scény, kde se objevuje krev, neslušná mluva, kouření atd. Odvysíláno bylo pouze prvních 95 dílů, neboť se Jetixu další díly zdály být nevhodné pro děti. Poté převzala práva k vysílání seriálu v Česku stanice Animax, která se rozhodla vysílat seriál s novým dabingem. Později jej začal vysílat i sesterský kanál Animaxu s názvem AXN Sci-Fi.

### Naruto: Šippúden
Naruto: Šippúden (japonsky NARUTO -ナルト- 疾風伝, v doslovném překladu: Kronika hurikánu) je přímým pokračováním původního seriálu Naruto, jež vypráví příběh od dvacátého osmého svazku stejnojmenné mangy. Jeho režisérem je stejně jako u původního seriálu Hajato Date a animačním studiem rovněž zůstalo Studio Pierrot. První díl byl odvysílán 15. února 2007 na TV Tokyo. Od 8. ledna 2009 začala TV Tokyo vysílat nové díly přes internet; tato služba je však dostupná pouze pro měsíční předplatitele. Každá vysílaná epizoda je dostupná online do hodiny od odvysílání v televizi a obsahuje také anglické titulky.
Toto pokračování dosud nebylo v Česku žádnou televizní stanicí odvysíláno.

### Hudba
Autorem hudby k původnímu seriálu Naruto je Tošio Masuda. První CD s názvem Naruto Original Soundtrack bylo vydáno 3. dubna 2003 a obsahuje celkem 22 skladeb, z čehož dvě skladby jsou úvodními a závěrečnými znělkami první řady seriálu. Druhé CD s názvem Naruto Original Soundtrack II a celkem 19 skladbami bylo vydáno 18. března 2004, třetí CD s názvem Naruto Original Soundtrack III a 23 skladbami pak 27. dubna 2005.
| Naruto Original Soundtrack I | Naruto Original Soundtrack I                       | Naruto Original Soundtrack I | Naruto Original Soundtrack I | Naruto Original Soundtrack I |
| Pořadí                       | Název                                              | Autor                        | Překlad japonského názvu     | Délka                        |
| ---------------------------- | -------------------------------------------------- | ---------------------------- | ---------------------------- | ---------------------------- |
| 1.                           | R★O★C★K★S                                          | Jukio Macuo, Hitoši Minowa   |                              | 4:52                         |
| 2.                           | Ore ga Naruto dattebajo! (オレがナルトだってばよ!) | Tošio Masuda                 | Já jsem Naruto!              | 1:39                         |
| 3.                           | Kjúbi no jóko (九尾の妖狐)                         | Masuda                       | Devítiocasý liščí démon      | 1:39                         |
| 4.                           | Asa (朝)                                           | Masuda                       | Ráno                         | 1:35                         |
| 5.                           | Naruto no ničidžó (ナルトの日常)                   | Masuda                       | Narutův běžný den            | 2:20                         |
| 6.                           | Kinčó (緊張)                                       | Masuda                       | Napětí                       | 1:46                         |
| 7.                           | Wakiagaru tóši (湧き上がる闘志)                    | Masuda                       | Probouzející se bojový duch  | 1:37                         |
| 8.                           | Ai to hi (哀と悲)                                  | Masuda                       | Smutek a lítost              | 3:00                         |
| 9.                           | Kodoku (孤独)                                      | Masuda                       | Osamělost                    | 2:06                         |
| 10.                          | Sakura no téma (サクラのテーマ)                    | Masuda                       | Sakuřino téma                | 1:56                         |
| 11.                          | Kakaši no téma (カカシのテーマ)                    | Masuda                       | Kakašiho téma                | 1:30                         |
| 12.                          | Oiroke (お色気)                                    | Masuda                       | Přitažlivost                 | 0:41                         |
| 13.                          | Ike ike Naruto (行け行けナルト)                    | Masuda                       | Běž, běž, Naruto             | 1:59                         |
| 14.                          | Júgure (夕暮れ)                                    | Masuda                       | Soumrak                      | 1:43                         |
| 15.                          | Kóčaku džótai (膠着状態)                           | Masuda                       | Nerozhodná situace           | 1:42                         |
| 16.                          | Cujo ni šite džú (強にして重)                      | Masuda                       | Potřeba zesílit              | 3:07                         |
| 17.                          | Ressei (劣勢)                                      | Masuda                       | Problémy                     | 1:25                         |
| 18.                          | Hage to geki (激と撃)                              | Masuda                       | Rychlý úder                  | 2:08                         |
| 19.                          | Gjakuten (逆転)                                    | Masuda                       | Zvrat                        | 1:47                         |
| 20.                          | Šóri (勝利)                                        | Masuda                       | Vítězství                    | 1:47                         |
| 21.                          | NARUTO Main Theme                                  | Masuda                       |                              | 4:27                         |
| 22.                          | wind                                               | Akeboshi                     |                              | 3:41                         |
| Celková délka:               | Celková délka:                                     | Celková délka:               | Celková délka:               | 48:27                        |

| Naruto Original Soundtrack II | Naruto Original Soundtrack II         | Naruto Original Soundtrack II | Naruto Original Soundtrack II | Naruto Original Soundtrack II |
| Pořadí                        | Název                                 | Autor                         | Překlad japonského názvu      | Délka                         |
| ----------------------------- | ------------------------------------- | ----------------------------- | ----------------------------- | ----------------------------- |
| 1.                            | Haruka kanata (遥か彼方)              | Masafumi Gotó                 | Daleký cíl                    | 4:04                          |
| 2.                            | Konoha no hiru (木ノ葉の昼)           | Tošio Masuda                  | Poledne v Listové             | 1:31                          |
| 3.                            | Taidži (対峙)                         | Masuda                        | Tváří v tvář                  | 1:57                          |
| 4.                            | Aku (悪)                              | Masuda                        | Zlo                           | 2:44                          |
| 5.                            | Sasuke no téma (サスケのテーマ)       | Masuda                        | Sasukeho téma                 | 1:51                          |
| 6.                            | Sabaibaru šiken (サバイバル試験)      | Masuda                        | Zkouška přežití               | 1:44                          |
| 7.                            | Konoha no gogo (木ノ葉の午後)         | Masuda                        | Odpoledne v Listové           | 1:42                          |
| 8.                            | Ofuzake módo (おふざけモード)         | Masuda                        | Srandovní mód                 | 1:42                          |
| 9.                            | Konohamaru no téma (木ノ葉丸のテーマ) | Masuda                        | Konohamarovo téma             | 1:37                          |
| 10.                           | Šugjóda kore! (修行だコレ!)           | Masuda                        | Je čas na trénink!            | 1:31                          |
| 11.                           | Gai no téma (ガイのテーマ)            | Masuda                        | Guyovo téma                   | 1:37                          |
| 12.                           | Hinata básasu Nedži (ヒナタvsネジ)    | Masuda                        | Hinata versus Nedži           | 3:13                          |
| 13.                           | Oročimaru no téma (大蛇丸のテーマ)    | Masuda                        | Oročimarovo téma              | 2:33                          |
| 14.                           | Fukušúša (復讐者)                     | Masuda                        | Mstitel                       | 2:41                          |
| 15.                           | Oročimaru ~sentó~ (大蛇丸 〜戦闘〜)   | Masuda                        | Oročimaru (boj)               | 2:25                          |
| 16.                           | Raikiri (雷切)                        | Masuda                        | Bleskové ostří                | 1:55                          |
| 17.                           | Sasuke ~unmei~ (サスケ 〜運命〜)      | Masuda                        | Sasuke (osud)                 | 2:16                          |
| 18.                           | Hitori (ひとり)                       | Masuda                        | Sám                           | 1:42                          |
| 19.                           | Harumonia (ハルモニア)                | Rythem                        | Harmonie                      | 4:16                          |
| Celková délka:                | Celková délka:                        | Celková délka:                | Celková délka:                | 43:10                         |

Autorem hudby k seriálu Naruto: Šippúden je Jasuharu Takanaši. První CD s názvem Naruto: Šippúden Original Soundtrack bylo vydáno 9. prosince 2007 a obsahuje celkem 28 skladeb. Druhé CD s názvem Naruto: Šippúden Original Soundtrack II a rovněž 28 skladbami bylo vydáno 16. prosince 2009.

## Hry
Obrovská popularita mangy i anime nevyhnutelně vedla ke vzniku další produktů. Mezi nimi i velké řady herních značek. Většina jich je však v Česku nedostupná a drtivá většina titulů vznikla pro herní konzole. Na osobních počítačích vznikají převážně browserové hry a nezávislé bojové hry na enginu MUGEN.

### Naruto: Ultimate Ninja Storm
Série vydávaná na PlayStation 3, Xbox 360 a od dílu Ninja Storm 3 i na PC, která volně navazuje na herní sérii Naruto: Ultimate Ninja. Obsahuje šest dílů:
- Naruto: Ultimate Ninja Storm
- Naruto Shippuden: Ultimate Ninja Storm 2
- Naruto Shippuden: Ultimate Ninja Storm Generations
- Naruto Shippuden: Ultimate Ninja Storm 3
- Naruto Shippuden: Ultimate Ninja Storm Revolution
- Naruto Shippuden: Ultimate Ninja Storm 4

Základní hratelnost všech tří titulů odpovídá bojovým hrám, ve kterých se v arénách utkávají charaktery a snaží se protivníka porazit pomocí úderů a komb. Ultimate Ninja Storm po celém světě sbírá velmi kladná hodnocení zejména pro grafickou vytříbenost a rozlehlé arény, které jsou plně 3D a značně interaktivní. Hry taktéž dějově sledují určitý úsek mangy a anime, včetně unikátního animovaného obsahu.